# Aufidus lucidus
Aufidus lucidus är en insektsart som beskrevs av Jacobi 1928. Aufidus lucidus ingår i släktet Aufidus och familjen spottstritar. Inga underarter finns listade i Catalogue of Life.